# Setoeolis inconspicua
Setoeolis inconspicua is een slakkensoort uit de familie van de Facelinidae. De wetenschappelijke naam van de soort is voor het eerst geldig gepubliceerd in 1938 door Baba.